# Назаренко, Александр Константинович
Александр Константинович Назаренко (1921—2010) — Гвардии полковник Советской Армии, участник Великой Отечественной войны, Герой Советского Союза (1945).

## Биография
Александр Назаренко родился 14 апреля 1921 года в Новороссийске. Окончил десять классов школы. В 1941 году Назаренко был призван на службу в Рабоче-крестьянскую Красную Армию. В 1942 году он окончил Камышинское танковое училище. С февраля 1943 года — на фронтах Великой Отечественной войны. К апрелю 1945 года гвардии старший лейтенант Александр Назаренко командовал ротой 40-й гвардейской танковой бригады 11-го гвардейского танкового корпуса 1-й гвардейской танковой армии 1-го Белорусского фронта. Отличился во время штурма Берлина.
22 апреля 1945 года рота Назаренко успешно захватила переправу через канал, а затем штурмом взяла 12 городских кварталов, уничтожив 3 танка и 8 артиллерийских орудий противника.
Указом Президиума Верховного Совета СССР от 31 мая 1945 года за «образцовое выполнение боевых заданий командования на фронте борьбы с немецкими захватчиками и проявленные при этом мужество и героизм» гвардии старший лейтенант Александр Назаренко был удостоен высокого звания Героя Советского Союза с вручением ордена Ленина и медали «Золотая Звезда» за номером 7081.
После окончания войны Назаренко продолжил службу в Советской Армии. В 1958 году он окончил Военную академию бронетанковых войск. В 1976 году в звании полковника Назаренко был уволен в запас. Проживал в Краснодаре, работал председателем Совета ветеранов Карасунского округа. 
Умер 19 августа 2010 года.
Почётный гражданин Краснодара. Был также награждён орденами Красного Знамени, Отечественной войны 1-й и 2-й степеней, двумя орденами Красной Звезды, рядом медалей.